# オリヴァー・シンジョン (第2代ボリングブルック伯爵)
第2代ボリングブルック伯爵オリヴァー・シンジョン（英語: Oliver St John, 2nd Earl of Bolingbroke、1634年 – 1688年3月18日）は、イングランド王国の貴族、地主。

## 生涯
ポーレット・シンジョン（初代ボリングブルック伯爵オリヴァー・シンジョンの次男）とエリザベス・ヴォーン（Elizabeth Vaughan）の息子として、1634年に生まれた。
1638年に父が、1646年6月に祖父が死去すると、ボリングブルック伯爵の爵位を継承した。
1654年11月24日にフランシス・キャヴェンディッシュ（Frances Cavendish、1678年8月15日没、初代ニューカッスル＝アポン＝タイン公爵ウィリアム・キャヴェンディッシュの娘）と結婚したが、2人の間に子供はいなかった。
一家はイングランド空位期では政治にかかわらなかったが、王政復古の後は1667年4月2日から1681年4月28日までベッドフォードシャー首席治安判事を務めた。
1688年3月18日に死去、子供がいなかったため弟ポーレットが爵位を継承した。